# ブラムウェル・フレッチャー
ブラムウェル・フレッチャー（Bramwell Fletcher, 1904年2月20日 - 1988年6月22日）は、イギリスの俳優。ブラッドフォード出身。

## 出演作品
- 千萬長者（英語版） (1931)
- 悪魔スヴェンガリ（英語版） (1931)
- 心の旅路（ハリソン） (1942)